# Gutiérrez (Cundinamarca)
Gutiérrez, cuyo nombre indígena es Chuntiva, es un municipio colombiano del departamento de Cundinamarca ubicado en la Provincia de Oriente a 75 kilómetros de Bogotá.

## Toponimia

### Origen lingüístico[3]
- Familia lingüística: Indoeuropea
- Lengua: Germano

### Significado
El nombre de gutierre-guiterio nace en el patronímico gutierre, de la voz germánica walthari, que significa "el que gobierna el ejército, al pueblo". Algunos autores aseguran que la palabra gutiérrez se origina en el pueblo germánico de los godos que ingresó en el año 410 d. C. a España, donde fundaron un reino que duró hasta el año 711. Walthari presenta los siguientes elementos significativos: walt-wald "mando, gobierno", hari "ejército, pueblo".

### Origen / Motivación
Su nombre le fue dado en homenaje a Ignacio Gutiérrez Vergara, político, estadístico y periodista. Trabajó en reconocidos periódicos como El Constitucional de Cundinamarca, El Día, La Civilización, La República, El Buen Público y El Tradicionalista. Figuró por sus importantes trabajos sobre crédito público durante el gobierno de Mariano Ospina Rodríguez.

### Nombres históricos
- Aldea de la Divina Pastora (mediados del siglo XIX)
- Chuntiva (1860-1887)

## Geografía
El municipio de Gutiérrez está enmarcada en la zona de influencia del páramo de Sumapaz siendo los páramos que hay en su territorio como el de Santa Librada, Corredros y El Clarín.
Los ríos que bañan son Chiquito, Taguaque, Blanco, Santa Rosa, El Clarín, Gallo y Los Medios.

### Límites municipales
| Noroeste: Une (Río Blanco)                                   | Norte: Fosca                                          | Nordeste: Guayabetal     |
| Oeste: Bogotá, D.C Localidad de Sumapaz (vereda Los Ríos)    |                                                       | Este: Guayabetal         |
| Suroeste: Bogotá, D.C Localidad de Sumapaz (vereda Los Ríos) | Sur: Guamal ( Meta) (Parque Nacional Natural Sumapaz) | Sureste: Acacías ( Meta) |

### División Político-Administrativa
Además de su Cabecera municipal. Gutiérrez tiene bajo su jurisdicción los siguientes centros poblados: Pascote y San Antonio.
Además, el municipio está compuesto con las siguientes veredas: El Hoyo, El Cedral, La Concepción, La Reina, El Carmen Arriba, El Carmen Abajo, Cerinza Trapiche, El Salitre, Pasacate, Potreritos, Los Medios, San Gil, El Ramal, Brasil, Río Blanco, Rio Chiquito, La Palma.  

## Historia
En la época precolombina, el territorio del actual municipio de Gutiérrez estuvo habitado por los guapis, búchipas o macos, que pertenecían a la Confederación Muisca. En 1539 llegaron Nicolás de Federmán y su capitán Pedro de Limpias al territorio denominado Chuntiva por los muiscas. En 1816 fue fundado el actual municipio por Ignacio Gutiérrez Vergara. Es en su honor que el municipio lleva su primer apellido. Por decreto de 11 de mayo de 1814 del arzobispo Bernardo Herrera Restrepo, se erigió en parroquia bajo la advocación de Nuestra Señora del Carmen y el patronato de San Isidro Labrador.El templo parroquial es una de las primeras obras arquitectónicas construidas en el municipio de Gutiérrez, el lote fue donado en el año 1.868 por el señor Mauricio Ruiz, y la construcción se atribuye a don Lisandro Villalobos en 1887, encargado de la planificación y ejecución.
Para la mano de obra se contó con ayuda de habitantes de la población. Dentro de los aportes económicos para la construcción se puede mencionar a Dionisio Guerrero, Valeriano Chávez, Pedro Castro y Lisandro Villalobos. El maestro constructor se llamaba Víctor Cordobés (primer alcalde del Distrito municipal).

## Turismo
- Alto de Las Águilas
- Asentamiento de la Tribu Pascote
- Campamento de Los Wesler
- Laguna verde, Páramo del Clarín
- Laguna negra, Páramo de las Mercedes
- Palacio municipal
- Casa del campesino
- Piscina Municipal
- Iglesia Nuestra Señora del Carmen
- Cascada río Taguaque
- Cascadas vereda el salitre

## Movilidad
A Gutiérrez se llega desde Bogotá y Villavicencio por la Ruta Nacional 40 hasta Cáqueza y luego se desciende al sur por Fosca hasta llegar al casco urbano gutierrense. 

## Instituciones de educación
- Institución Educativa Departamental de Gutiérrez.

## Alcaldes de Gutiérrez
Desde 1988 se han elegido los siguientes alcaldes municipales, con varios periodos constitucionales:
- 1988-1990: Jesús Noé Mayorga García.
- 1990-1992: Tomas Aquino Moreno Riveros.
- 1992-1993: Juan Pablo Moreno[nota 1]
- 1995-1997: Javier Ricardo Castro Ladino[nota 2].
- 1998-2000: Leonel Augusto García Pardo.
- 2001-2003: Pablo Emilio Rodríguez Rojas.
- 2004-2007: Rubiel Sabogal Agudelo.[6]
- 2008-2011: Jhon Fredy Gómez Quevedo[nota 3]
- 2012-2015: Jorge Alexis Romero Garzón
- 2016-2017: Rubiel Sabogal Agudelo[nota 4]
- 2017-2019: Nelson Ostos Bustos
- 2020-2023: Juan Pablo Sánchez Morales

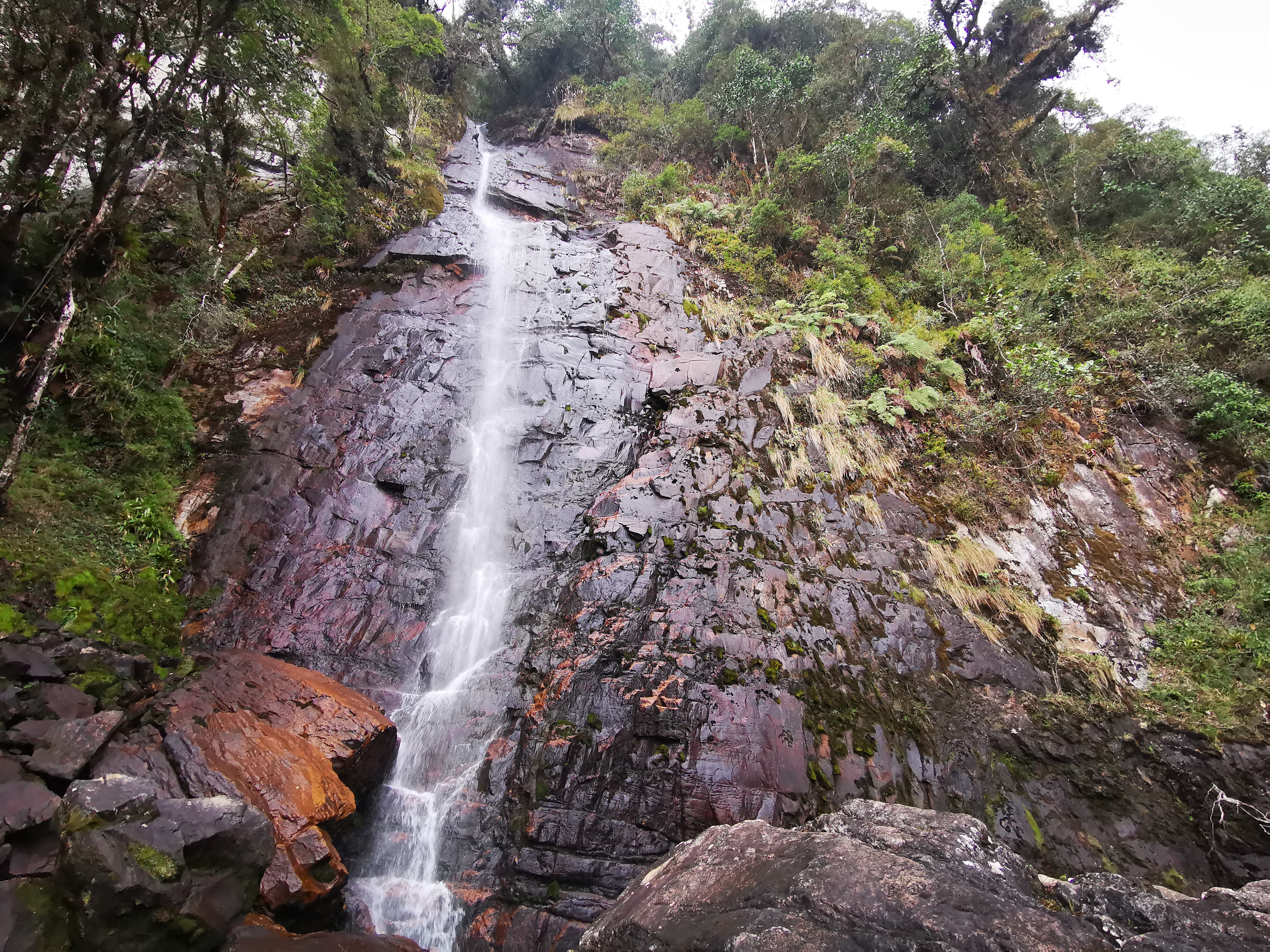
Paisaje natural en Gutiérrez.

- 2024-2027: Leonardo Acuña Guasca